# أندي ستيوارت
أندي ستيوارت (بالإنجليزية: Andy Stewart)‏ (2 يناير 1978 في المملكة المتحدة - ) هو لاعب كرة قدم بريطاني في مركز حراسة المرمى. لعب مع دندي يونايتد ونادي بارتيك ثيسل ونادي إيست فيف.

## وصلات خارجية
- أندي ستيوارت على موقع Soccerbase.com (لاعب) (الإنجليزية)